# Újvásár
Újvásár (szlovákul: Rybník) község Szlovákiában, a Besztercebányai kerületben, a Nagyrőcei járásban.

## Fekvése
Nagyrőcétől 22 km-re délre, a Turóc-patak partján fekszik. Borosznok tartozik még hozzá.

## Története

### Újvásár
Határában állt egykor „Derenk” vára, melyet a Balog nembeli Pető alvajda vagy fiai építettek a 14. század közepén. Először 1413-ban említik, ma már nyoma sem látható.
A település keletkezése az itteni Szent Kereszt templom alatt 1266-ban említett „Sancta Crux”, illetve a szomszédos 1381-ben említett „Vyuasar” településsel van összefüggésben. 1599-ben „Ribnik Vywasar” alakban említik, 1773-ban már „Ribnik” a neve. A középkorban nazarénus kolostor állt itt. 1413-ban a Derencsényi család birtoka, majd a Koháryaké. A 18. században a murányi uradalom része volt.
A 18. század végén Vályi András így ír róla: „ÚJVÁSÁR. Tót falu Gömör Várm. földes Ura Gróf Koháry Uraság, lakosai többfélék, fekszik Ratkóhoz 3/4 órányira; határja középszerű, és hegyes.”
1828-ban 60 házában 464 lakos élt. Lakói mezőgazdasággal, faáru készítéssel foglalkoztak.
Fényes Elek geográfiai szótárában eképpen ír a községről: „Ujvásár, (Ribnik), Gömör vármegyében, tót falu, Ratkóhoz délre 1/2 mfdnyire: 5 kath., 459 evang. lak. Evang. anyaszentegyház. Földei hegyoldalban feküsznek, s gyakori javitást kivánnak; rétjei jók; sok faedényt és egyéb eszközöket készítnek, s azzal kereskednek. F. u. többen. Ut. post. Rimaszombat.”
Borovszky Samu monográfiasorozatának Gömör-Kishont vármegyét tárgyaló része szerint: „Újvásár, a Túrócz patak mentén fekvő tót, de erősen magyarosodó kisközség, körjegyzőségi székhely, 50 házzal és 232 ág. ev. h. vallású lakossal. 1413-ban a Derencsényiek birtoka és neve Wywasar-nak van írva. Később, a mikor már a Koháryak a földesurai, tót Ribnik neve is felmerül. Most a Coburg herczegi családnak van itt nagyobb birtoka. A lakosok földmívelésen kívül kereskedéssel, fuvarozással és vászonfehéritéssel foglalkoznak. Evangélikus temploma a reformáczió idejében már fennállott. Csúcsives szentélyében legújabban a XV. századból való falfestményeket találtak. Ide tartozik Dereneki puszta, a hol erődítvénynek a nyomai láthatók. A lakosok ajkán élő monda szerint hajdan rablóvár volt. A község a mult század közepén két izben teljesen leégett. A faluban van posta, a távíró és a vasúti állomás pedig Tornallyán.”
A trianoni diktátumig Gömör-Kishont vármegye Ratkói járásához tartozott. Borosznok falut 1964-ben csatolták hozzá.

### Borosznok
1271-ben említik először „Buruznuk” alakban. 1366-ban „Boroznok” a neve. Több nemesi család birtokában állt. 1427-ban 6 portája adózott. 1773-ban 15 jobbágy és 5 zsellércsalád élt itt.
A 18. század végén Vályi András így ír róla: „BOROSZNOK. Tót falu Gömör Vármegyében, föoldes Urai Szkárosi, Farkas, Runyai, Zsóldos, Hanvay, és Darvas Urak, lakosai evangelikusok, fekszik délre Szkároshozergy órányira, Túrótz vize partyán, hegyek között, vashámora is van, lakosai közzül némellyek jól pergő, és oltsó fonó orsókat készítenek. Határja három nyomásbéli, 's meglehetős, leg inkább rozsot, és zabot terem, piatza Jolsván, és Ratkón, második Osztálybéli.”
1837-ben 29 háza volt 217 lakossal, akik főként mezőgazdasággal foglalkoztak.
Fényes Elek geográfiai szótárában eképpen ír a községről: „Borosznok, Brusznik, tót falu, Gömör és Kis-Honth egyesült vgyékben, Ratkóhoz délre 1 1/2 órányira: 16 kath., 201 evang. lak. Határa erdős hegyekből s egy szűk völgyből áll. F. u. Farkas, Runyai, Zsoldos, Hamvay, Darvas, s m. Ut. p. Rosnyó.”
Borovszky Samu monográfiasorozatának Gömör-Kishont vármegyét tárgyaló része szerint: „Borosznok, a Ratkó-völgyben, a Túrócz patak mentén fekvő tót kisközség, 24 házzal és 84 ág. ev. h. vallású lakossal. E község már 1366-ban szerepel a mai nevén. 1550-ben I. Ferdinánd király új adományt ad reá a Soldos, Hanvay, Darvas, Nagyszáju, Sándor, Szkárosy és Kerepeczy családoknak. 1786-ban a tótos Brusznik néven is említik. A mult század elején a Farkas, Latinák, Soldos, Hanvay és Darvas családok a birtokosai. Temploma nincsen. Határában feküdt hajdan Baratych vagy Baratony községe, mely 1413-ban mint a Derecsényiek, 1425-ben pedig mint a Széchiek birtoka szerepel. Ma már nyoma sincsen. A község postája Újvásár, távírója és vasúti állomása Tornallya.”
A trianoni diktátumig Gömör-Kishont vármegye Ratkói járásához tartozott. Borosznok falut 1964-ben csatolták Újvásárhoz.

## Népessége
| Év:            | 1994. | 2004.    | 2014.   | 2024.   |
| -------------- | ----- | -------- | ------- | ------- |
| Emberek száma: | 131   | 161      | 154     | 146     |
| Eltérés:       |       | +22,90 % | -4,34 % | -5,19 % |

| Év:            | 2023. | 2024.   |
| -------------- | ----- | ------- |
| Emberek száma: | 151   | 146     |
| Eltérés:       |       | -3,31 % |

1910-ben Újvásárt 217-en, többségében szlovákok lakták, jelentős magyar kisebbséggel.
2001-ben 149 lakosából 98 szlovák és 47 cigány volt.
2011-ben 152 lakosából 139 szlovák és 10 cigány.

## Nevezetességei
- Derenk 15. századi várának romjai.
- A 13. század második felében, gótikus stílusban épült evangélikus templom. Belsejében 14. századi gótikus falfestmények láthatók. Berendezése 18. századi barokk.
- A lelkészség épülete 1857-ben épült késő klasszicista stílusban.

## Külső hivatkozások
- E-obce.sk Archiválva 2008. december 1-i dátummal a Wayback Machine-ben
- Községinfó
- Újvásár Szlovákia térképén[halott link]